# Jessica Swarbrick
Jessica Marie Swarbrick (San Jose, 11 agosto 1987) è un'ex pallavolista statunitense.
Giocava nel ruolo di centrale.

## Carriera

### Club
La carriera di Jessica Swarbrick inizia nei tornei scolastici californiani, giocando per la Union Mine HS. Dopo il diploma gioca a livello universitario per la Washington: partecipa alla NCAA Division I dal 2005 al 2008, conquistando il titolo durante il suo freshman year e diversi riconoscimenti individuali.
Appena conclusa la carriera universitaria, firma il suo primo contratto professionistico nella Lega Nazionale A svizzera col Köniz per la seconda parte della stagione 2008-09, conquistando lo scudetto. Nella stagione seguente si trasferisce nella Superliga Femenina de Voleibol spagnola con l'A Pinguela.
Si trasferisce quindi a Porto Rico, partecipando alla Liga de Voleibol Superior Femenino 2011 con le Mets de Guaynabo; nelle due annate seguenti gioca ancora nell'isola caraibica, ma vestendo rispettivamente le maglie delle Llaneras de Toa Baja e delle Orientales de Humacao. Per il campionato 2014 si accasa nella Proliga indonesiana con il Gresik Petrokimia, club col quale chiude la propria carriera.

## Palmarès

### Club
- NCAA Division I: 1

2005
- Campionato svizzero: 1

2008-09

### Premi individuali
- 2006 - All-America Third Team
- 2007 - All-America Second Team
- 2008 - All-America Second Team